# Knegsel
Knegsel (Brabants: Knègsel) is een dorp dat deel uitmaakt van de gemeente Eersel, provincie Noord-Brabant en is gelegen in regio de Kempen. 
Tot 1997 behoorde het tot de gemeente Vessem, Wintelre en Knegsel. Het wordt van oudsher gevormd door een aantal gehuchten, "hoeken" genoemd.

## Geschiedenis
Knegsel (Cneczele) werd voor de eerste keer genoemd in een geschrift van 1 juli 1281. Toch neemt men aan dat dit dorp het oudste van de Acht Zaligheden is. Gezien het grote aantal grafheuvels (1500 tot 1000 v.Chr.) en urnenvelden moet de omgeving al in de prehistorie intensief bewoond zijn geweest.
Reeds in de 14e eeuw was Knegsel een zelfstandige parochie. Op 3 december 1688 werd het gehele dorp, net als Steensel, verwoest door Franse legerbenden. Alle huizen werden verbrand en bezittingen werden meegenomen. De bevolking kon zich redden door naar omgelegen dorpen te vluchten. Ook de kerk, die in 1648 buiten gebruik was gesteld, had toen zwaar te lijden. In 1702 werd het dorp opnieuw geplunderd. De oorspronkelijke kern van Knegsel lag echter buiten het huidige dorp. In 1790 stortte de kerk in, en de restanten werden in de loop van de 19e eeuw afgebroken. Op de plaats van deze kerk, aan de Pastoor Eykenweg, staat een Heilig Hartmonument en zijn de fundamenten van de kerk weer opgemetseld. Deze plaats wordt in de volksmond "het Oude Kerkhof" genoemd.
Door de verwoestingen verplaatste de kern van het dorp zich naar het oosten. Op de nieuwe locatie werd een schuurkerk gebouwd, die echter in 1789 afbrandde. De schuurkerk werd herbouwd en in 1822 kreeg ze een toren. Ze werd vergroot in 1857 en 1895. Tot 1900 kon de parochie geen eigen pastoor betalen, zodat de pastoor van Steensel de kerk moest bedienen. De eerste eigen pastoor nadien was Antonius Eijken, die van 1900-1925 pastoor was en de huidige pastorie liet bouwen. In 1926 werd, naast de voormalige schuurkerk, de huidige kerk gebouwd. In 1840 telde het dorp 238 inwoners en in 1870 daalde dit aantal tot 206 inwoners. Ruim een eeuw later, in 1997, telde de plaats meer dan 1330 inwoners.

## Bezienswaardigheden
Centraal in het dorp ligt het ruime dorpsplein, Het Groen geheten. Een deel ervan bevat hoge lindebomen. Het plein werd in 2009 gereconstrueerd.

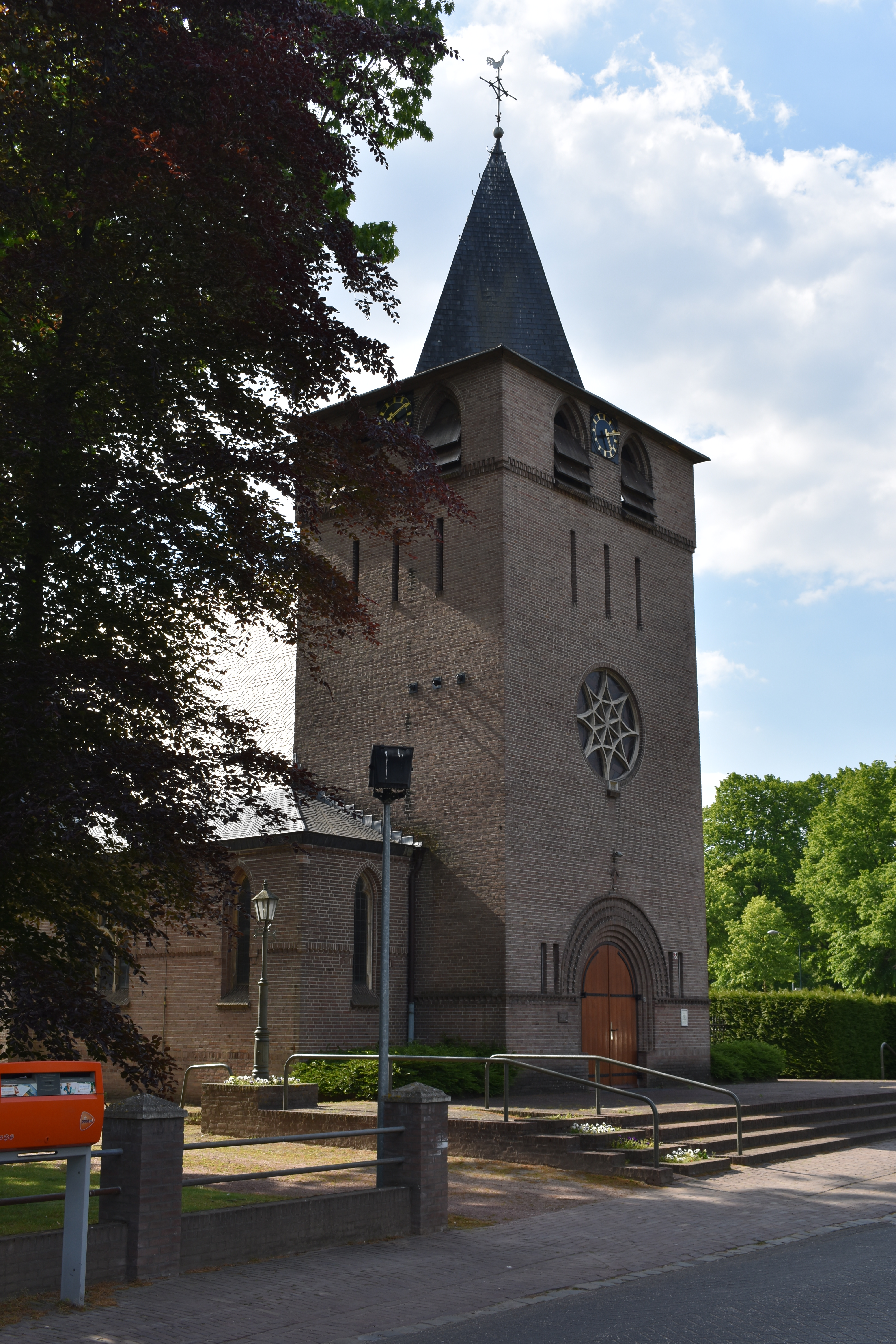
Monulphus en Gondulphuskerk

- De Sint-Monulphus en Gondulphuskerk, een eenvoudige bakstenen pseudobasiliek uit 1926 van architect Hendrik Willem Valk. De kerk heeft een opvallend brede, maar lage toren. In de kerk is een kapel ter ere van de heilige Antonius Abt, van welke heilige ook een reliek aanwezig is. Het Antoniusbeeld dateert van omstreeks 1750 en is gemaakt door Walter Pompe. Het werd in 1903 door de kerk van Lith aan de Knegselse parochie geschonken.

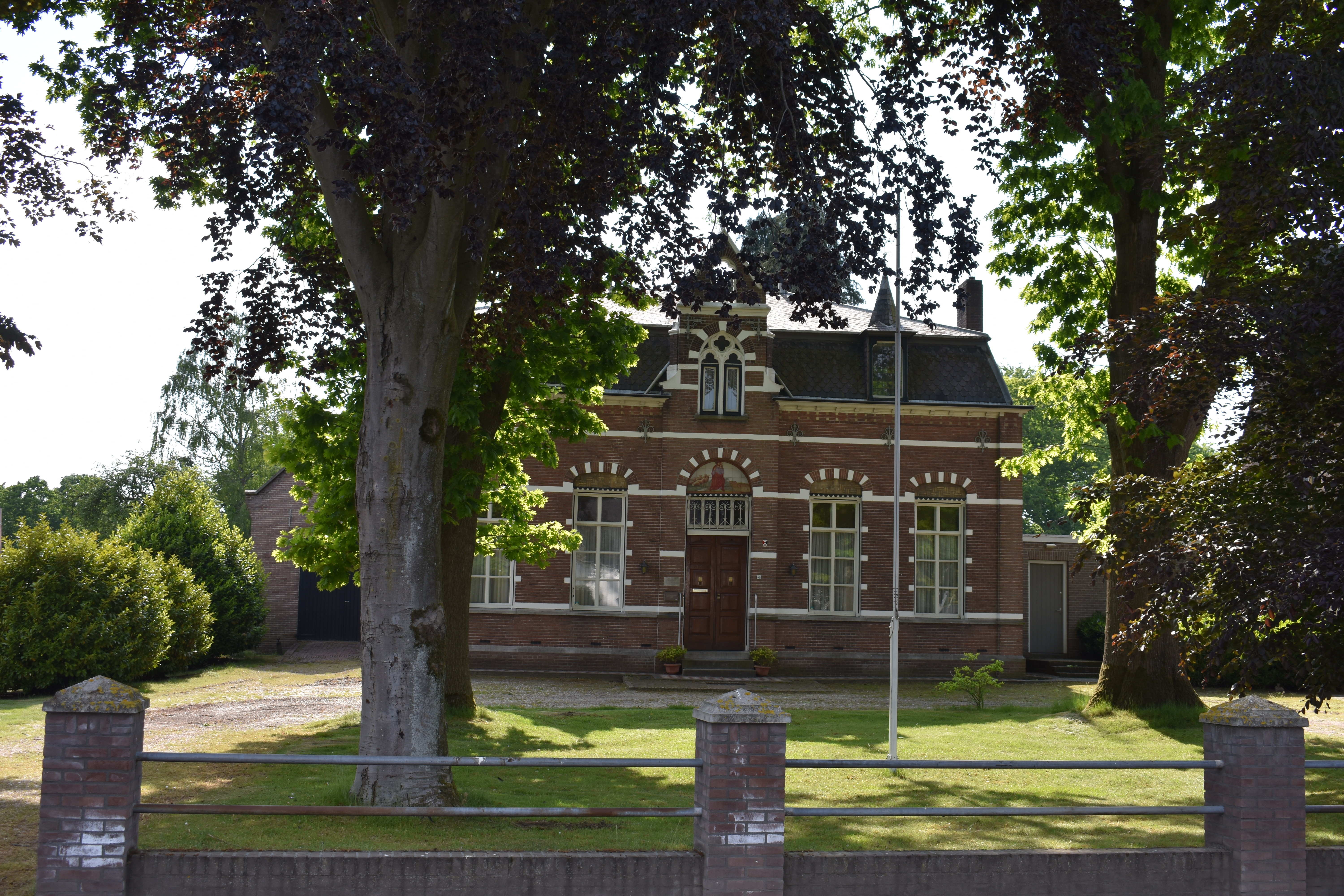
Pastorie

- De Pastorie bevindt zich naast de kerk. Het is een symmetrisch neogotisch gebouw uit 1900 met een tegeltableau, De Goede Herder voorstellende, korfbogen en een klokje in de voorgevel. Architect was J. van der Mark.
- Heilig-Hartbeeld, juni 1939, met opschrift: Knegsel aan zijn Koning.
- Wegkruis, op de hoek van Het Groen en de Oude Dijk, uit 1938
- Een pastoor, bronzen beeldje geplaatst 1 september 2002, bij het afscheid van de 87-jarige pastoor H. Peters en Betsie van den Broek. Vervaardigd door Tjikkie Kreuger.
- Mariakapel, op splitsing Eerselseweg en Vessemseweg, uit 1947. geschonken uit dankbaarheid voor de bescherming gedurende de Tweede Wereldoorlog.
- Onderwijzerswoning uit 1903, aan de Steenselseweg 5. Fraai gedetailleerde, symmetrische gevel.
- Grafheuvel, in de bossen ten noorden van Knegsel. Een gereconstrueerde grafheuvel uit de Midden-Bronstijd (1750-1000 v. Chr.)

## Natuur en landschap
De directe omgeving van Knegsel is  bosrijk. Ook het oorspronkelijke kleinschalige netwerk van landweggetjes en paden is, vooral ten zuiden van het dorp, nog goeddeels intact. Het landschap biedt een afwisseling van stukken bos, akkertjes en houtwallen.
De bossen zijn voor een belangrijk deel eigendom van de gemeente Eersel en hebben namen als: Molenvelden (ten noorden van Knegsel), Knegselse Heide (ten westen van Knegsel), en Wolfshoekse Heide (ten zuiden van Knegsel). Een aantal van deze bossen, vooral de verder van het dorp gelegen gebieden zijn opgezet als dennen- en sparrenplantages die door gewijzigd bosbeheer geleidelijk een meer afwisselend karakter krijgen.

## Bekende (oud)inwoners
- Laurens Dassen, Nederlands politicus.
- Jan Willem Roy, Nederlands muzikant.
- Kees Rijvers, Nederlands voetballer en voetbaltrainer.

## Trivia
- Tijdens Carnaval heet het dorp 'Klein Antwerpen'.